# Wesselerbrink
De Wesselerbrink is een woonwijk in het Stadsdeel Zuid van Enschede. De wijk is vernoemd naar de oude boerderij  De Wesseler die in het verleden in het gebied lag. Met bijna 17.000 bewoners onderscheidt de Wesselerbrink zich van de andere Enschedese wijken door haar grootschaligheid. De bouw startte in 1964 en was ingegeven door de grote woningnood in die tijd. De wijk is een typisch product van het stedenbouwkundig denken van de jaren '60 van de vorige eeuw. Men was van mening dat de samenleving maakbaar was en dat kwam tot uitdrukking in wijken waar tot in de details was nagedacht over bebouwingsdichtheden, groenvoorzieningen, speelvoorzieningen en verkeersregulatie. Er kwamen veel jonge gezinnen in de nieuwe wijk wonen. Vanaf midden jaren '70 van de vorige eeuw groeide de sociale problematiek in bepaalde delen van de wijk. Er kwamen meer lagere inkomensgroepen wonen, de kloof tussen arm en rijk groeide en midden tot hogere inkomensgroepen trokken weg naar andere wijken. 
Het concept van de Wesselerbrink is simpel: langs de hoofdwegen en rondom het grote centraal gelegen winkelcentrum (Winkelcentrum Zuid) staat veel hoogbouw in de vorm van grote galerijflats met huurwoningen die de wijk in vier buurten verdelen: Het Lang (Noord-Oost), Het Bijvank (Noord-West), De Posten (Zuid-Oost) en Het Oosterveld (Zuid-West). De verdere bebouwing van de buurten bestaat uit laagbouw in de vorm van eindeloze contingenten drive-in-woningen in het noorden van de wijk en rijtjeshuizen in de zuidelijke buurten. 
Elke buurt heeft ook haar eigen basiswinkelvoorzieningen en een kleine verzameling basisscholen. Elke straat is gelegen rondom een pleintje - de brink - waar veelal wat speelgelegenheden zijn. Alle brinken in Wesselerbrink zijn genoemd naar Twentse en Achterhoekse buurtschappen, kerkdorpen en gehuchten.
Tijdens de realisatie van de wijk is men wegens geldgebrek en veranderende inzichten wel steeds meer van het oorspronkelijke brink-concept afgestapt. Erg opvallend in de wijk is het vele groen. Ook de voor het Twentse landschap zo typerende houtwallen zijn aan de zuidkant aanwezig. Het Wesselerbrinkpark met zijn fraai aangelegde waterpartijen biedt veel ontspanningsmogelijkheden. Tijdens de renovatie van het park is het achterste deel omgetoverd tot een natuurgebied om zo een logische overgang te creëren naar het buitengebied. "Van cultuur naar natuur" is dan ook het motto van het Wesselerbrinkpark.